# 来世は他人がいい
『来世は他人がいい』（らいせはたにんがいい）は、小西明日翔による日本の漫画作品。
小西が「鉄男」の名義でpixivで発表していた同名の作品が元となっており、『アフタヌーン』（講談社）にて2017年10月号から連載中。「次にくるマンガ大賞2018」コミックス部門1位。2023年10月時点で累計発行部数は280万部を突破している。
2021年5月、単行本第5巻の発売を記念したCM動画が公開され、2022年3月には第6巻の発売を記念したPVを『月刊アフタヌーン』の公式Twitterにて公開。2023年1月に第7巻が発売された際には、それを記念して同年1月27日に同誌のTwitterと小西のTwitterにてCMが公開されている。
2022年、第46回「講談社漫画賞」総合部門の最終候補に選出。
メディアミックスとして、2024年10月から12月までテレビアニメが放送された。
2024年3月、小西のX（旧Twitter）にて休載を発表。

## あらすじ
極道の家に生まれた染井 吉乃は祖父に婚約者を決められてしまう。相手は深山 霧島という祖父の知り合いの孫で、婚約を機に吉乃は大阪から東京へ引っ越す。初めは愛想良く吉乃に接する霧島だったが、すぐに吉乃を普通の女だと思い飽きて本性を現す。霧島に身体を売るよう言われ、学校ではいじめを受け、大阪に帰りたくなった吉乃に祖父が「1年かけて自分に惚れさせ、容赦なく捨てて帰ってこい」とアドバイスをする。周りにいる男がクズばかりだと考えた吉乃は行動を起こす決意をする。吉乃は片方の腎臓を400万で売り、霧島とクラスメイトに啖呵を切った。すると霧島に惚れられ、告白と求婚をされるのだった。

## 登場人物
主要登場人物らが元ネタと考えられるソメイヨシノ、ミヤマキリシマ、トリアシショウマ等の花にちなんだ名前であることが特徴的。
声の項はテレビアニメ版の声優。
染井 吉乃（そめい よしの）
声 - 上田瞳
本作の主人公。関西最大の指定暴力団4代目桐ケ谷組直系染井組の組長の孫娘。大阪で暮らしていたが、霧島との婚約を機に東京で暮らすことになり、生活が激変。派手な外見をしている。400万円で自分の腎臓を売却した。
深山 霧島（みやま きりしま）
声 - 石田彰
吉乃の婚約者で、関東最大の指定暴力団5代目砥草会直系の深山一家の総長の孫。総長の蕚は、実際は祖父ではなく、祖父の兄（大おじ）だが、過去の事件から総長預かりになっている。常に笑顔で何を考えているのかわからない。
鳥葦 翔真（とりあし しょうま）
声 - 遊佐浩二
2巻から登場。大学生。小学校時代に母が他界し、親戚宅を転々とし、中学時代、染井組組長の蓮二に拾われ、事実上の養子となる。
周防 薊（すおう あざみ）
声 - 神谷浩史
謎が多い男。
染井 蓮二（そめい れんじ）
声 - 上田燿司
桐ケ谷組直系染井組の組長。剛友会の食事会では桐ケ谷組若頭補佐として出席。
深山 萼（みやま がく）
声 - 中井和哉
砥草会直系深山一家の総長。剛友会の食事会では砥草会会長代行として出席。男前。
秋目 日司馬（あきめ ひしば）
声 - 置鮎龍太郎
砥草会竜舌一家の総長。
橘 葵（たちばな あおい）、稲森 颯太（いなもり そうた）
声 - 竹内良太（葵）、下崎紘史（颯太）
深山一家の構成員。葵はスキンヘッドで颯太はロン毛。
布袋 竹人（ほてい たけと）
声 - 小西克幸
染井組の構成員。
明石潟 椿（あかしがた つばき）
声 - 上田麗奈
吉乃のいとこ（吉乃の祖父の愛人の娘の娘）。京都出身。美人。蓮二に憧れている。
汐田 菜緒（しおた なお）
声 - 大久保瑠美
霧島の元カノ。元子役。大学のミスコンで優勝した経験がある。キー局の女子アナに内定している。あざとい性格。

## 読切作品
『コミックZERO-SUM』（一迅社）2015年9月号にて『二人は底辺』のタイトルで読切作品が掲載された。中学時代の吉乃が翔真と出会う話で、霧島は登場しない。

## 書誌情報
- 小西明日翔 『来世は他人がいい』 講談社〈アフタヌーンKC〉、既刊8巻（2023年10月23日現在）
  1. 2017年11月22日発売[17][18]、ISBN 978-4-06-510376-0
  2. 2018年7月23日発売[19][20][21]、ISBN 978-4-06-511660-9 / ISBN 978-4-06-512979-1（特装版）
  3. 2019年5月23日発売[14]、ISBN 978-4-06-514835-8
  4. 2020年6月23日発売[15]、ISBN 978-4-06-519771-4
  5. 2021年5月21日発売[22]、ISBN 978-4-06-523330-6
  6. 2022年3月23日発売[23]、ISBN 978-4-06-526863-6
  7. 2023年1月23日発売[24]、ISBN 978-4-06-529919-7
  8. 2023年10月23日発売[25][26]、ISBN 978-4-06-533312-9

## イベント・コラボレート
2022年1月20日から2月6日まで「THEキャラSHOP」とコラボレートし、本作のグッズを取り扱うショップを東京都の渋谷マルイの7階にて展開。同年2月11日から27日には東京都のMEDICOS SHOPにて、ポップアップストア「『来世は他人がいい』POP UP CORNER」を開催。
2023年には、SuperGroupiesとコラボレート。作者の小西が監修を務めたコラボアイテムが制作されている。

## テレビアニメ
2024年10月から12月までTOKYO MXほかにて放送された。

### スタッフ
- 原作 - 小西明日翔[9]
- 監督 - 川瀬敏文[9]
- シリーズ構成 - たかすぎ梨香[9]
- キャラクターデザイン - 竹田逸子[9]
- プロップデザイン - 佐藤陵[30]、いのうえりか
- 色彩設計 - 桂木今里[30]
- 美術監督・美術設定 - 荒井和浩[30]
- 背景 - スタジオじゃっく[30]
- CGディレクター - 内堀裕史
- 撮影監督 - 下崎昭
- 編集 - 小池祐樹
- 音響監督 - 平光琢也[30]
- 音響制作 - HALF H・P STUDIO[30]
- 音楽 - 堤博明、鈴木真人[9]
- 音楽制作 - ポニーキャニオン[30]
- 音楽プロデューサー - 寺田悠輔
- チーフプロデューサー - 長内敦、米澤明、黒須信彦
- プロデューサー - 牛越美羽、山東俊佑、桑山ゆかり、清水陽、内山祐紀、小西裕貴、多田祐一
- アニメーションプロデューサー - 門貴治、中田善文
- アニメーション制作 - スタジオディーン[9]
- 製作 - 来世は他人がいい製作委員会

### 主題歌
「UNDER and OVER」
THE ORAL CIGARETTESによるオープニングテーマ。作詞・作曲は山中拓也、編曲はTHE ORAL CIGARETTES。
「なに笑ろとんねん」
吉乃によるエンディングテーマ。作詞・作曲・編曲はてにをは。

### 各話リスト
| 話数   | サブタイトル                                      | 脚本         | 絵コンテ | 演出       | 作画監督                                                                                                 | 総作画監督                                               | 初放送日       |
| ------ | ------------------------------------------------- | ------------ | -------- | ---------- | --- | -------------------------------------------------------- | -------------- |
| 第01話 | 負け犬に出る幕はない                              | たかすぎ梨香 | 川瀬敏文 | 霜鳥孝介   | アラタハヤト 永田詩央里 村上彩香 澤村享 松井晟花 久保美月                                                | 竹田逸子 あおきまほ                                      | 2024年 10月7日 |
| 第02話 | 誠意を見せたい。 あわよくば少し好きになってほしい | たかすぎ梨香 | 川瀬敏文 | 吉田俊司   | 宮川智恵子 吉田和香子 飯飼一幸 上西麻耶 久保美月 松井晟花 永田詩央里 過鈴 STUDIO CL                      | 竹田逸子 宮川智恵子                                      | 10月14日       |
| 第03話 | 地獄の三角関係                                    | たかすぎ梨香 | 川瀬敏文 | 浅見松雄   | 村上彩香 菅原美由紀 田中綾子 松井晟花 飯飼一幸 宮川智恵子 あおきまほ                                     | 竹田逸子 村上彩香 ウクレレ善似郎                         | 10月21日       |
| 第04話 | 頭がいいのか馬鹿なのか                            | たかすぎ梨香 | 藤原良二 | 中村哲治   | 永田詩央里 アラタハヤト 澤村享 小林奈々海 EN.studio                                                      | 竹田逸子 あおきまほ                                      | 10月28日       |
| 第05話 | 椿姫                                              | たかすぎ梨香 | 鈴木行   | 薮内悠     | 久保美月 吉田和香子 上西麻耶 飯飼一幸 松井晟花 あおきまほ                                                | 宮川智恵子                                               | 11月4日        |
| 第06話 | 無関心ならいっそ嫌われたほうがいい 前編           | たかすぎ梨香 | 藤原良二 | 吉本毅     | 竹田逸子 村上彩香 松井晟花 小林奈々海 菅原美由紀 田中綾子 阿部千秋 永田詩央里 久保美月                   | 竹田逸子 ウクレレ善似郎 村上彩香 松井晟花                | 11月11日       |
| 第07話 | 無関心ならいっそ嫌われたほうがいい 後編           | たかすぎ梨香 | 川瀬敏文 | 吉田俊司   | あおきまほ アラタハヤト 永田詩央里 澤村享 松井晟花                                                       | 竹田逸子 あおきまほ                                      | 11月18日       |
| 第08話 | 本音を言えば結婚したい 前編                       | たかすぎ梨香 | 山本恵   | 霜鳥孝介   | 久保美月 田中綾子 永田詩央里 村上彩香 宮川智恵子 上西麻耶 吉田和香子 菅原美由紀 松井晟花                 | 宮川智恵子                                               | 11月25日       |
| 第09話 | 本音を言えば結婚したい 中編                       | 笹野恵       | 福島宏之 | 安藤貴史   | 竹田逸子 飯飼一幸 澤村享 松井晟花 菅原美由紀 日下岳史 アラタハヤト 胡陽樹 あおきまほ GVINE STAR          | 竹田逸子 ウクレレ善似郎 菅原美由紀 宮川智恵子 吉田和香子 | 12月2日        |
| 第10話 | 本音を言えば結婚したい 後編                       | たかすぎ梨香 | 藤原良二 | 稲村保奈美 | あおきまほ 上西麻耶 久保美月 田中綾子                                                                    | 竹田逸子 あおきまほ 宮川智恵子                           | 12月9日        |
| 第11話 | 成長したら飼えない獣                              | 笹野恵       | 川瀬敏文 | 吉本毅     | 竹田逸子 菅原美由紀 吉田和香子 松井晟花 澤村享 森悦史 久野加代子 田中綾子 アラタハヤト 久保美月 村上彩香 | 竹田逸子 ウクレレ善似郎 あおきまほ 吉田和香子 宮川智恵子 | 12月16日       |
| 第12話 | 彼女が翳ると闇夜が降りて雨がふる                  | たかすぎ梨香 | 川瀬敏文 | 江副仁美   | 久保美月 上西麻耶 アラタハヤト 日下岳史 常定日和 松井晟花                                                | 竹田逸子 あおきまほ 宮川智恵子 吉田和香子                | 12月23日       |

### 放送局
| 放送期間                 | 放送時間                     | 放送局   | 対象地域 | 備考                                 |
| ------------------------ | ---------------------------- | -------- | -------- | ------------------------------------ |
| 2024年10月7日 - 12月23日 | 月曜 23:00 - 23:30           | TOKYO MX | 東京都   | 製作参加 / 字幕放送                  |
| 2024年10月8日 - 12月24日 | 火曜 0:00 - 0:30（月曜深夜） | BS11     | 日本全域 | 製作参加 / BS放送 / 『ANIME+』枠     |
| 2024年10月9日 - 12月25日 | 水曜 21:30 - 22:00           | AT-X     | 日本全域 | CS放送 / 字幕放送 / リピート放送あり |

| 配信開始日     | 配信時間                | 配信サイト | 備考           |
| -------------- | ----------------------- | --- | -------------- |
| 2024年10月7日  | 月曜 23:30 更新         | Prime Video | 見放題先行配信 |
| 2024年10月12日 | 土曜 23:30 以降順次更新 | AnimeFesta ABEMA auスマートパスプレミアム バンダイチャンネル dアニメストア DMM TV FOD Hulu J:COM STREAM 見放題 Lemino milplus TELASA U-NEXT | 見放題配信     |
|                |                         | Prime Video バンダイチャンネル クランクイン!ビデオ J:COM STREAM milplus ニコニコチャンネル ニコニコ生放送 Rakuten TV TELASA Video Market    | 都度課金配信   |

### BD
| 巻  | 発売日        | 収録話         | 規格品番   |
| --- | ------------- | -------------- | ---------- |
| BOX | 2025年2月26日 | 第1話 - 第12話 | PCXP-51129 |

### コラボカフェ
TVアニメ化を記念した「TVアニメ『来世は他人がいい』カフェ」が2024年10月31日 (木)から2024年12月1日 (日)まで東京・名古屋・大阪で開催。
- 東京：BOX cafe&space SHIBUYA109渋谷店
- 名古屋：BOX cafe&space 名古屋ラシック1号店
- 大阪：BOX cafe&space KITTE OSAKA １号店